# Episodi di Im Namen des Gesetzes (undicesima stagione)
L'undicesima stagione della serie televisiva Im Namen des Gesetzes è stata trasmessa in anteprima in Germania dalla RTL Television tra il 9 marzo 2004 e il 27 aprile 2004.
| nº | Titolo originale        | Titolo italiano | Prima TV Germania | Prima TV Italia |
| -- | ----------------------- | --------------- | ----------------- | --------------- |
| 1  | Mörderisches Quartett   | inedito         | 9 marzo 2004      | inedito         |
| 2  | Verhör ohne Gnade       | inedito         | 16 marzo 2004     | inedito         |
| 3  | Bei Freispruch Mord     | inedito         | 23 marzo 2004     | inedito         |
| 4  | Die Geldfalle           | inedito         | 30 marzo 2004     | inedito         |
| 5  | Der Tod und das Mädchen | inedito         | 6 aprile 2004     | inedito         |
| 6  | Tödliches Rendezvous    | inedito         | 13 aprile 2004    | inedito         |
| 7  | Doppelleben             | inedito         | 20 aprile 2004    | inedito         |
| 8  | Tod auf der Spree       | inedito         | 27 aprile 2004    | inedito         |